# شهرک الزهرا
شهرک الزهرا، روستایی از توابع بخش بیستون شهرستان هرسین در استان کرمانشاه ایران است.

## جمعیت
این روستا در دهستان چمجمال قرار دارد و براساس سرشماری مرکز آمار ایران در سال ۱۳۸۵، جمعیت آن ۱٬۵۴۹ نفر (۳۴۵خانوار) بوده‌است.